# Georges Farcy
Georges Farcy est un architecte français né le 15 février 1866 à Paris.

## Biographie
Diplômé de l'École spéciale d’architecture, il est actif à partir de la fin du XIXe siècle, essentiellement dans la capitale où il travaille également en association avec son confrère Léon Courrèges (1885-1948), s'exprimant dans différents styles (éclectisme, Belle Époque, Post-haussmannien). 
Parmi ses réalisations, on peut citer le 153, rue du Faubourg Saint-Honoré (8e arr.) puis le 4, rue Villaret de Joyeuse (17e arr.), immeuble qu'il a lui-même conçu en 1902, ou encore le 17 boulevard Henri IV (4e arr.) ou le 36-38 avenue de Clichy (18e arr.).

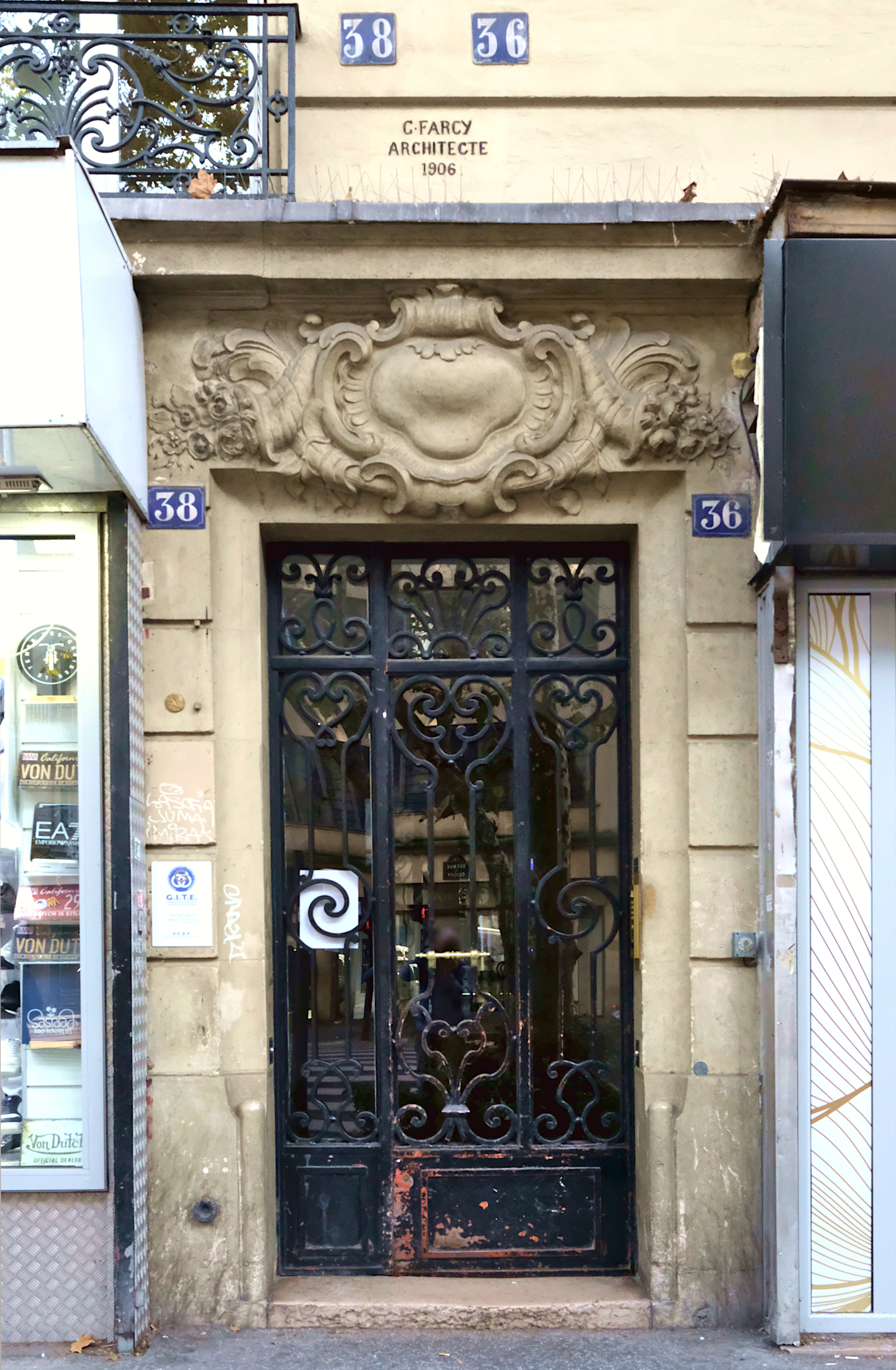
Avenue de Clichy (immeuble n°36 et 38 de Georges Farcy) - Paris 18e.
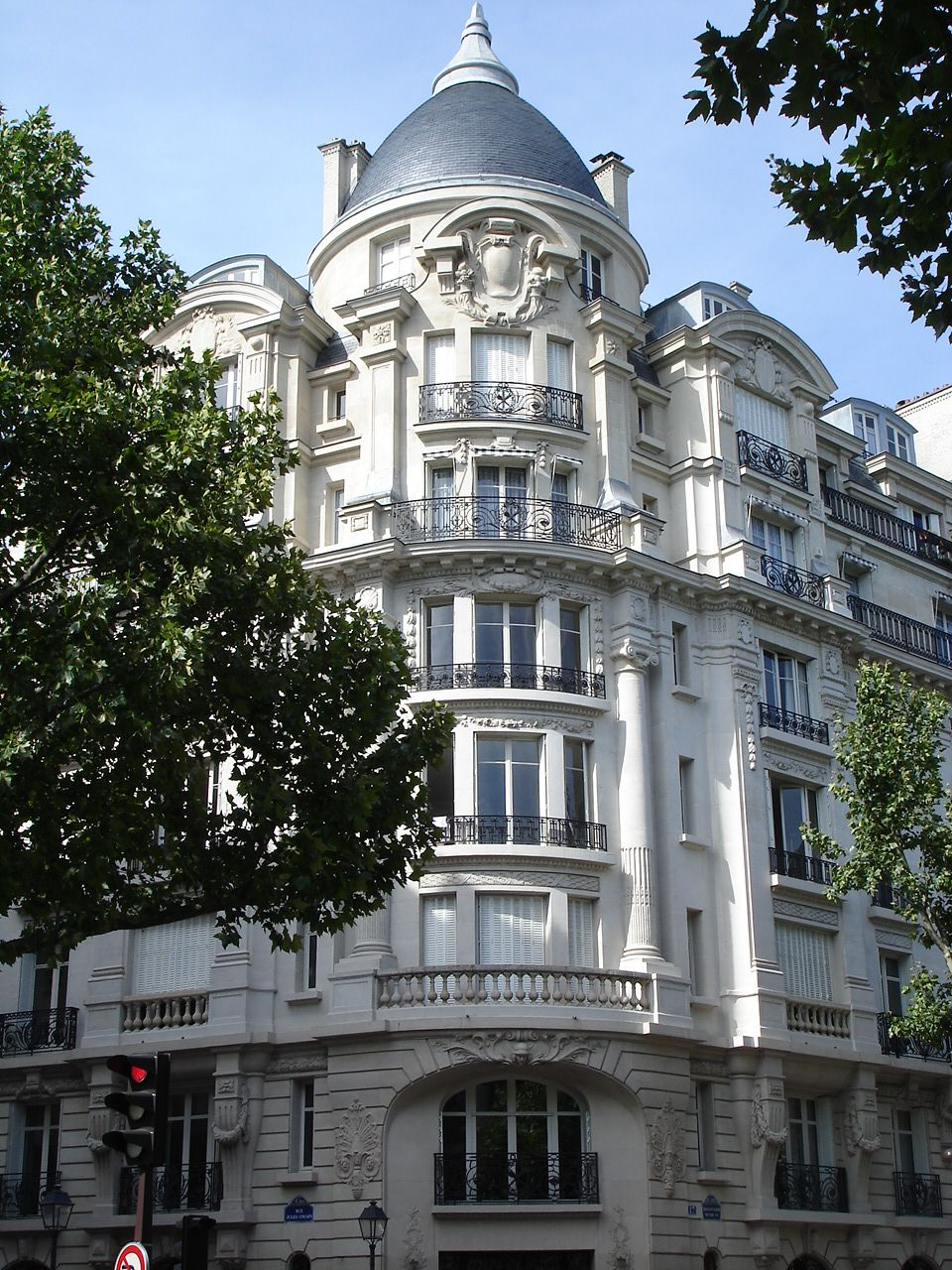
Boulevard Henri IV (immeuble bourgeois n°17, datant de 1912) - Paris 4e.